# Freddie Eriksson
Freddie Ove Eriksson (ur. 23 kwietnia 1981 w Sztokholmie) – szwedzki żużlowiec.

## Kariera sportowa
Pierwszy znaczący sukces odniósł w 1999 roku, gdy jako zawodnik klubu Rospiggarna Hallstavik zdobył brązowy medal Młodzieżowych Indywidualnych Mistrzostw Szwecji. Przegrał jedynie z Finem Joonasem Kylmäkorpim z klubu Kaparna Göteborg i z kolegą klubowym Andreasem Jonssonem. W 2002 roku zdobył złoto w MIM Szwecji, wygrywając z Peterem Ljungiem z Luxo Stars Målilla i Kimem Janssonem z Kaparny Göteborg. W 2003 roku zadebiutował w lidze polskiej, w barwach Ekstraligowego wówczas Wybrzeża Gdańsk. Po spadku gdańszczan do I ligi, w 2004 roku nie znalazł klubu w lidze polskiej. W 2005 roku przeniósł się do drugoligowego TŻ Łódź, gdzie startował do 2010 roku. W 2008 roku wywalczył tytuł Drużynowego Mistrza Wielkiej Brytanii z zespołem Poole Pirates. W 2002 roku wystartował z dziką kartą w cyklu Grand Prix IMŚ, gdzie zajął dalekie, trzydzieste drugie miejsce z dorobkiem zaledwie trzech punktów. 27 sierpnia 2000 roku na torze w Gorzowie Wielkopolskim, 26 sierpnia 2001 w brytyjskim Peterborough i 7 września 2002 roku w czeskich Slanach wystąpił w finałach Indywidualnych Mistrzostwach Świata Juniorów. W 2000 roku zajął 15. miejsce z dorobkiem 3 punktów, w 2001 roku zajął 10. miejsce z dorobkiem 7 punktów, a w 2002 r. - 4. miejsce z dorobkiem 11 punktów. 11 listopada 2010 roku zakończył karierę z powodu problemów zdrowotnych.

## Kluby
- Liga polska:
  - Wybrzeże Gdańsk 2003
  - TŻ Łódź 2005
  - Orzeł Łódź od 2006
- Liga brytyjska:
  - King’s Lynn Stars 2001–2002
  - Ipswich Witches 2003
  - Oxford Cheetahs 2005–2007
  - Poole Pirates 2008
- Liga szwedzka: (do uzupełnienia)
  - Rospiggarna Hallstavik
  - Griparna Nyköping
  - Getingarna Sztokholm 2009
  - Griparna Nyköping od 2010

## Osiągnięcia
- Młodzieżowe Indywidualne Mistrzostwa Szwecji: złoto 2002, brąz 1999
- Drużynowe Mistrzostwa Wielkiej Brytanii: złoto 2008
- Indywidualne Mistrzostwa Świata: brak medali
- Drużynowe Mistrzostwa Polski: brak medali
- Drużynowe Mistrzostwa Szwecji: do uzupełnienia
- Indywidualne Mistrzostwa Świata Juniorów: brak medali